# Julien Pillet
Julien Pillet (* 28. září 1977 Dijon, Francie) je bývalý francouzský sportovní šermíř, který se specializoval na šerm šavlí.
Francii reprezentoval v devadesátých letech a v prvních letech jednadvacátého století. Na olympijských hrách startoval v roce 2000, 2004 a 2008 v soutěži jednotlivců a družstev. V soutěži jednotlivců obsadil na olympijských hrách 2008 čtvrté místo. V roce 2001 a 2002 obsadil druhé místo na mistrovství světa v soutěži jednotlivců a v roce 2001 a 2009 obsadil druhé místo na mistrovství Evropy. S francouzským družstvem šavlistů vybojoval dvě zlaté (2004, 2008) a jednu stříbrnou (2000) olympijskou medaili. V roce 1999 a 2006 vybojoval s družstvem první místo na mistrovství světa a v roce 1999 první místo na mistrovství Evropy.